# Cornelis van Maanen
 (juin 2024).
Cornelis Felix van Maanen (né à La Haye le 9 septembre 1769 et mort dans cette ville le 14 février 1846) fut ministre de la Justice du royaume de Hollande sous Louis Bonaparte et du royaume uni des Pays-Bas sous Guillaume Ier.

## Jeunesse
Cornelis Felix van Maanen était le fils aîné de Johannes van Maanen (1738-1795), avocat à La Haye et membre du Conseil de la Cour, et de Maria van Overzee (1739-1830). Il suivit les cours de l'école latine de La Haye et partit étudier à Leyde en 1788, alors que son frère cadet Petrus Jacobus (1770-1854) entreprit des études de médecine. Ils étaient membres d'une société secrète d'étudiants, où ils furent initiés aux principes patriotiques. Van Maanen fut diplôme en 1793 et devint avocat à La Haye, comme son père. Le 12 juillet 1793, il prêta serment à la cour de Hollande. Son frère fut plus tard professeur à Harderwijk et Amsterdam.

## Homme politique
Van Maanen devint procureur général à La Haye. Il commença sa carrière dans l'administration sous le régime de la République batave et devint en 1806 ministre de la Justice et de la Police sous Louis Bonaparte. En 1810, Napoléon le nomma membre du Conseil d'État et président de la cour d'appel de La Haye. Il fit partie des commissions constitutionnelles en 1814 et 1815. Il prit une part importante à la codification du droit en textes de loi. Au départ, il était plutôt progressiste et était partisan des réunions publiques des Chambres. 
En 1815, Guillaume Ier le nomma au poste de ministre de la Justice du royaume des Pays-Bas. Il joua alors un rôle important dans la lutte contre l'opposition, entre autres par des mesures visant à limiter la liberté de presse. Il était un adversaire de l'introduction de la responsabilité ministérielle et un partisan du gouvernement par arrêtés. Il fit également la promotion du néerlandais en Belgique. Il était particulièrement critiqué par l'opposition belge et l'hôtel qu'il possédait à Bruxelles fut incendié au premier jour de la révolution. Il quitta son poste en 1842, peu après l'abdication du roi Guillaume. Guillaume III le remplaça par Floris van Hall, qui était plus libéral.